# 플라즈마 아크 용접

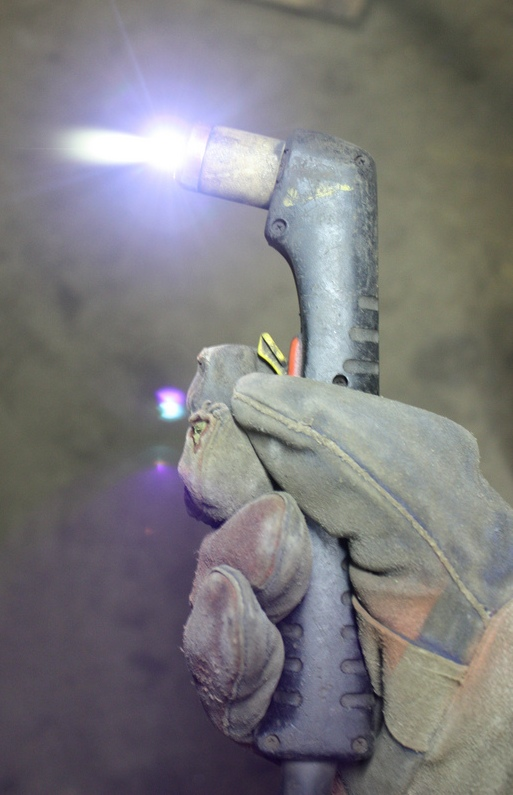

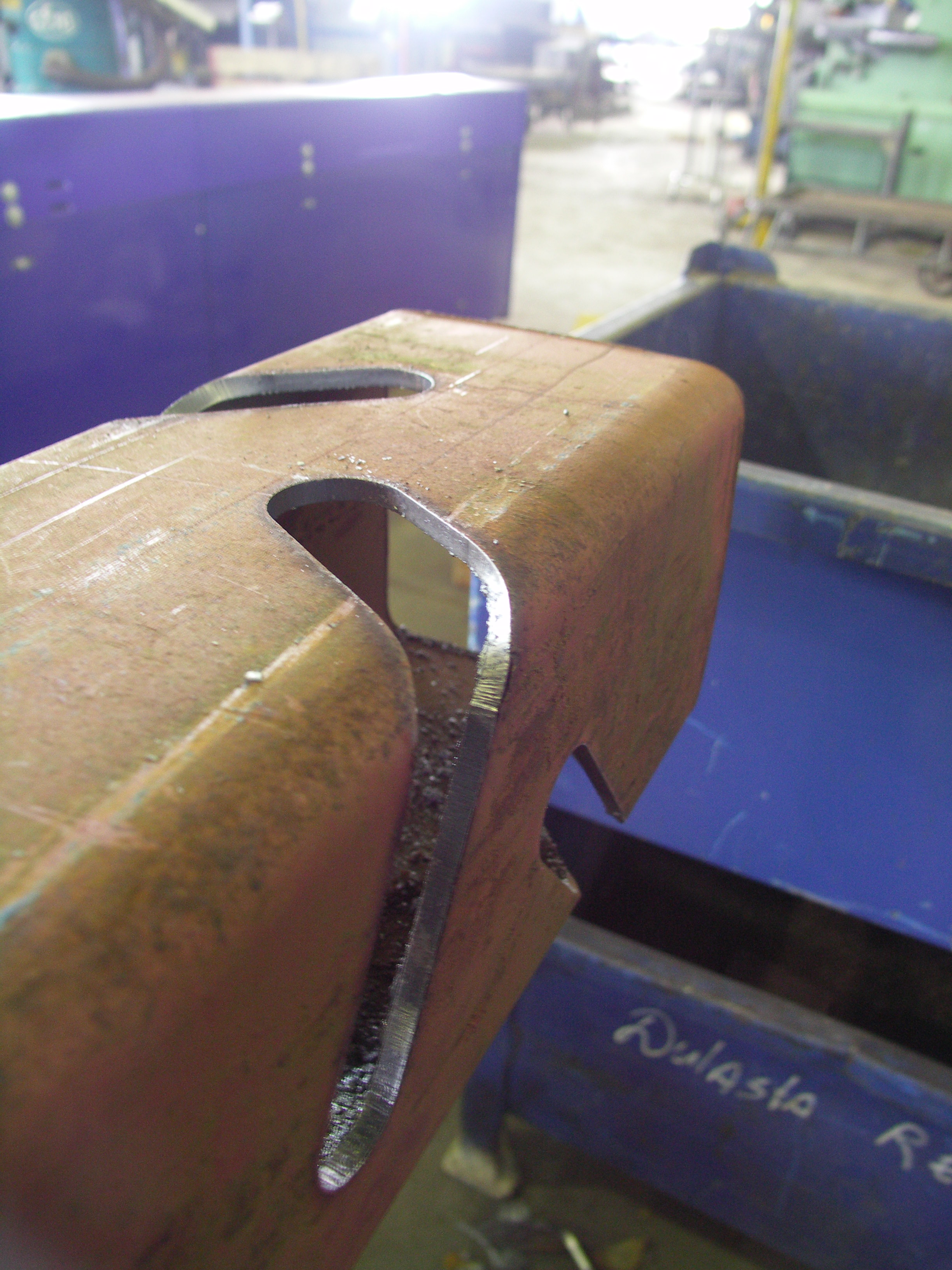

플라즈마 아크 용접(PAW)은 가스 텅스텐 아크 용접(GTAW)과 유사한 아크 용접 공정이다. 전기 아크는 전극과 공작물 사이에서 형성된다. 아크 플라즈마 가스의 임시 상태이다. 가스는 그것을 통해 전류가 통과한후에 이온화되고 그것은 전기 전도체가 된다. 이러한 상태는 전자의 많은 수가 자신의 궤도에서 가져온대로 존재한다.

## 개념
이 공정은 2개의 불활성 가스를 사용하고, 1개의 아크 플라즈마와 제 2의 보호막 아크 플라즈마를 형성한다. 충전재 금속은 추가할수도 있고 그렇지 않을수도 있다.

## 역사
플라즈마 아크 용접 및 절단 과정은 1953년에 로버트 M. 게이지가 발명했고 1957년에 특허받았다.

## 작동 원리
플라즈마 아크 용접은 수축 아크 공정이다. 플라즈마 아크용접 공정은 2가지 기본 유형으로 나눌수 있다.  

### 비전송 아크 공정
아크는 전극 (-)과 수냉식 수축 노즐 (+)사이에 형성된다. 아크 플라즈마는 화염으로 플라즈마에서 나온다. 아크 화염과 마찬가지로 (원자 수소 용접에서와 같이)한 곳에서 다른 곳으로 이동할 수 있으며 더 잘 제어할 수 있다. 비전송 플라즈마 아크는 전송 아크 플라즈마에 비해 상대적으로 에너지 밀도가 작으며 용접, 세라믹 또는 금속 도금 (스프레이)과 관련된 응용 도구에 사용된다. 고밀도 금속 코팅은 이러한 공정으로 생성할 수 있다. 비전송 아크는 회로의 고주파 유닛을 사용하면서 발생한다. 

### 전송 아크 공정
아크는 전극 (-)과 가공물 (+)사이에 형성된다. 즉, 아크가 전극에서 가공물로 전달된다. 

## 참조
- American welding Society, Welding Handbook, Volume (8th Ed.)